# Katie Smith
Katie Smith, née le 4 juin 1974 à Lancaster (Ohio), est une joueuse puis entraîneuse américaine de basket-ball.

## Biographie
Lors de la saison 2006, elle dispute une finale face aux Monarchs de Sacramento, finale remportée lors du match 5e décisif à Detroit par 80 à 75.
Elle remporte le championnat 2006 et 2008 avec le Shock de Détroit.
Après deux saisons au Storm de Seattle, elle signe en mars 2013 au Liberty de New York maintenant dirigé par son ancien entraîneur du Shock Bill Laimbeer avec qui elle remporte deux titres WNBA en 2006 et 2008.
Lors de sa carrière, elle inscrit 6 452 points étant au moment de sa retraite la seconde marqueuse de l'histoire de la WNBA derrière la seule Tina Thompson (7 488 points).
Après une dernière saison 2013 en WNBA, elle devient entraîneuse assistant de Bill Laimbeer au Liberty. En 2016, elle est promue coach associée. Une fois la qualification acquise, Bill Laimbeer lui laisse l'occasion de diriger une rencontre comme entraineuse principale, puis fin 2017 entraîneuse principale après le départ de Bill Laimbeer.

## Équipe nationale
Elle remporte la médaille d'or olympique en 2000, 2004 et 2008 et le championnat du Monde 1998 et 2002. Elle est sélectionnée pour faire partie de la sélection américaine pour le Mondial 2006 au Brésil.

## Palmarès

### Club
- Championne NCAA 1993
- Championne ABL 1997, 1998
- Championne WNBA en 2006 et 2008 avec les Shock de Détroit

### Sélection nationale
- Jeux olympiques d'été
  -  Médaille d'or aux Jeux olympiques de 2008 à Pékin,  Chine
  -  Médaille d'or aux Jeux olympiques de 2004 à Athènes
  -  Médaille d'or aux Jeux olympiques de 2000 à Sydney
- Championnat du monde de basket-ball féminin
  -  Médaille d'or du Championnat du monde 2002
  -  Médaille d'or du Championnat du monde 1998

### Distinctions personnelles
- Participation au All Star Game WNBA 2000, 2001, 2002 et 2003
- Sélection USA pour de la rencontre The Game at Radio City en 2004
- Élue dans le premier cinq ABL 1998
- Participation au All Star Game ABA 1997, 1998
- MVP des finales en 2008[7]
- Meilleures joueuses des 10 ans de la WNBA[8]
- Meilleures joueuses des 15 ans de la WNBA[9]
- Sélection des meilleures joueuses des 20 ans de la WNBA[10]
- Second cinq défensif de la WNBA 2008
- Meilleur cinq de la WNBA (2001, 2003)
- Second meilleur cinq de la WNBA (2000, 2002)
- Intronisée au Basketball Hall of Fame en 2018[11]